# Włodzimierz Milowicz
Włodzimierz Milowicz ps. „Masław” (ur. w roku 1838 w Dymitrówce na Wołyniu, zm. 10 lipca 1884 w Krakowie) – polski prawnik i publicysta, jeden z przywódców Związku Trojnickiego w Kijowie, emisariusz polskiej emigracji przygotowującej powstanie styczniowe (członek Komisji Broni), prawdopodobnie członek Rządu Narodowego Karola Majewskiego (czerwiec/lipiec 1863).

## Życiorys

### Dzieciństwo i młodość
Był jednym z dwóch synów sędziego krzemienieckiego Seweryna Milowicza (zm. 1850). Liceum ukończył w Odessie, a następnie studiował prawo na Uniwersytecie Kijowskim (1855–1899). W czasie studiów w Kijowie był współzałożycielem i członkiem tajnego Związku Trojnickiego (który wraz z Kołem Oficerów Polskich w Petersburgu przygotowywał powstanie); brał też udział w studenckich zatargach z policją. W roku 1859, po przekazaniu bratu Edmundowi swojej części odziedziczonego majątku ojca, podjął decyzję o wyjeździe za granicę i przyłączeniu się do środowiska polskiej emigracji.

### Okres przygotowań do powstania
W podróży na Zachód nawiązał kontakty ze spiskowcami w Warszawie i w Krakowie (gdzie był na krótko zatrzymany przez policję). Kolejnymi celami podróży były Heidelberg i Neapol (1860) – planowane miejsce formowania polskiego legionu, a następnie Paryż. W Paryżu działał w Towarzystwie Młodzieży Polskiej i w 1861 roku został jego prezesem (było ono przeciwne planom Ludwika Mierosławskiego, wówczas dyrektora Polskiej Szkoły Wojskowej).
Pełnił funkcje łącznika między środowiskami niepodległościowymi w wielu miastach (m.in. Paryż, Genua, Heidelberg, Berlin, Wrocław). W czerwcu 1862 roku został członkiem Komitetu Zjednoczenia Emigracji Polskiej, a wkrótce potem został wysłany do Polski przez gen. Wysockiego. Prowadził rozmowy z przedstawicielami obu przeciwnych stronnictw – czerwonych i białych – oraz uczestniczył w innych spotkaniach, m.in. w Londynie w rozmowach gen. Padlewskiego z Agatonem Gillerem i dziennikarzami Kołokoła. Zajmował się przede wszystkim problemami zaopatrzenia powstańców w broń (jako członek Komisji Broni kontaktował się m.in. z M. Bakuninem i G. Mazzinim).

### Okres powstania styczniowego
W lutym 1863 roku Włodzimierz Milowicz przebywał w Berlinie i Wrocławiu. Informacje na temat jego roli w powstaniu w kolejnych miesiącach, w tym o udziale w pracach Rządu Narodowego, nie są jednoznaczne.
Według Stefana Kieniewicza propozycję wejścia w skład rządu złożono mu w lipcu 1863 roku, jednak jej nie przyjął. Otrzymał wówczas polecenie wyjazdu do Galicji, prawdopodobnie w charakterze komisarza rządowego do spraw kontaktów z rewolucjonistami węgierskimi. Został aresztowany we Lwowie (znalezienie przy nim konspiracyjnych dokumentów spowodowało kolejne aresztowania). Wydostał się z więzienia 27 listopada tego roku (dzięki pomocy organizacji narodowej) i zbiegł do Paryża.
Według innych źródeł przed wyjazdem do Galicji był od 12 czerwca 1863 roku członkiem rządu Rządu Narodowego Karola Majewskiego (utworzonego po utracie władzy przez rząd „czerwonych prawników”) albo był tylko przewidziany na członka tego rządu, lecz propozycji nie przyjął.

### Działalność po upadku powstania
W roku 1864 Włodzimierz Milowicz przebywał w Paryżu, uczestnicząc w politycznej działalności Adama Sapiehy – ówczesnego Komisarza Rządu Narodowego na Francję i Anglię (pełniąc jedną z misji w Kolonii został na krótko aresztowany). Zaangażował się w działalność Zjednoczenia Emigracji Polskiej i innych stowarzyszeń emigrantów oraz spisywał wspomnienia powstańcze – dzieje „czerwonej” konspiracji do chwili wybuchu powstania (opublikowane w roku 1894 we Lwowie w pracy „Wydawnictwa materiałów do historii powstania 1863–1864”). Od roku 1867 współpracował z paryską Agencją Havasa, tłumacząc rosyjskie i polskie materiały prasowe. W następnych latach (1867–1870) współpracował – w Wiedniu i Stambule – z Tadeuszem Oksza Orzechowskim, kierującym w Turcji wywiadowczym Polskim Biurem Politycznym (1867–1871) oraz z Correspondance du Nord-Est i prasową agencją Hôtel Lambert. Po wojnie francusko-pruskiej (1870–1871), w czasie której pełnił misje związane z działalnością Władysława Czartoryskiego, pracował (do roku 1874) w wiedeńskiej agencji telegraficznej, a w latach 1874–1882 we Lwowie, gdzie m.in. przez rok redagował dziennik Ojczyzna (wspólnie z Władysławem Gołemberskim). Współpracował też z Dziennikiem Polskim, Gazetą Krakowską i wieloma innymi pismami.
W roku 1882 Włodzimierz Milowicz objął stanowisko sekretarza nowego Banku Krajowego w Krakowie, powierzone przez marszałka Sejmu Galicyjskiego, Mikołaja Zyblikiewicza. Zmarł 10 lipca 1884 roku na atak serca w czasie przejazdu przez miasto.